# Patrick Gamper

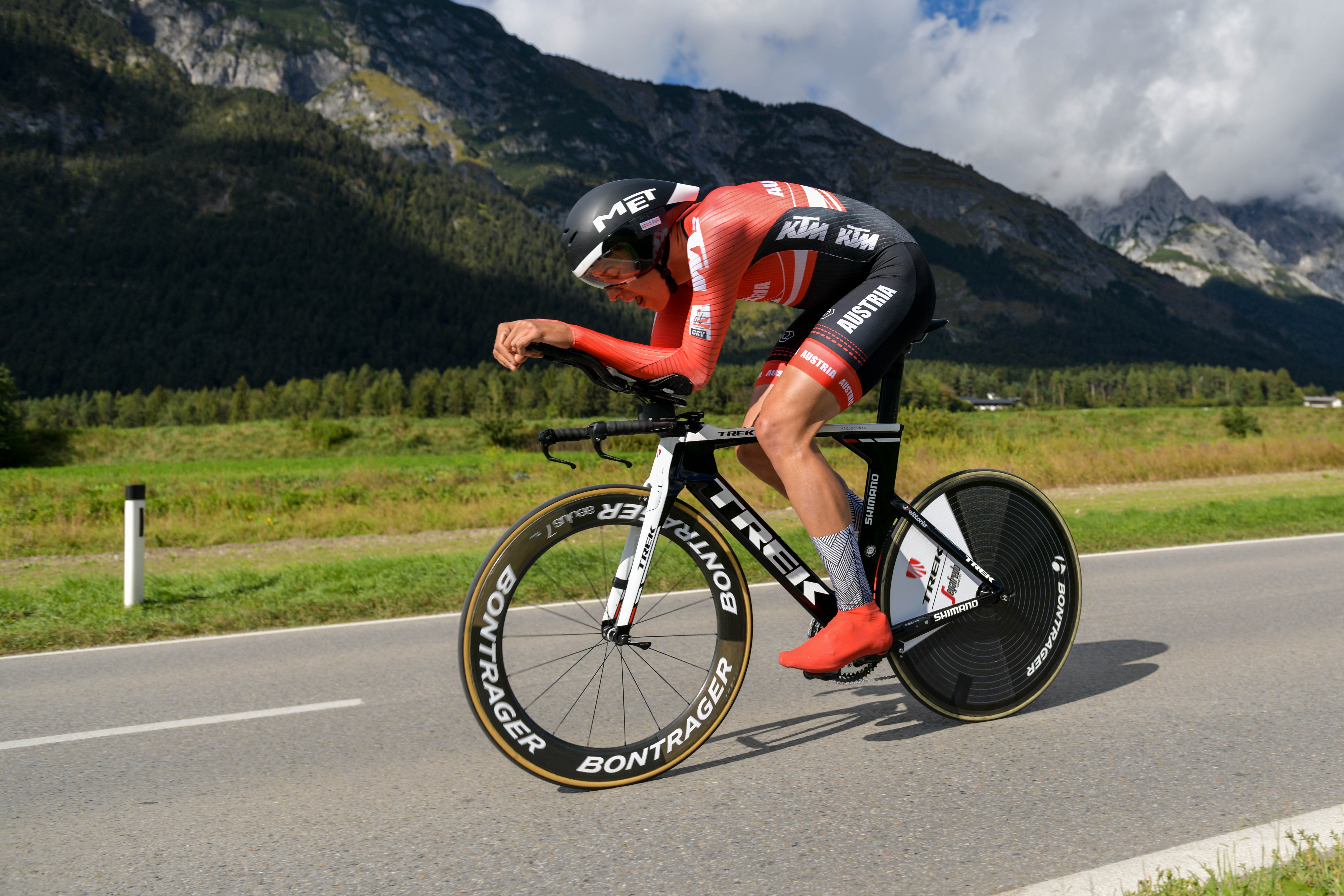
Patrick Gamper (2018).

Patrick Gamper (18 de febrero de 1997) es un ciclista austriaco, miembro del equipo Team Jayco AlUla.

## Palmarés
2016
- 1 etapa de la Vuelta a Serbia

2019
- Gran Premio Industrias del Mármol
- 1 etapa del Giro del Friuli Venezia Giulia

2020
- 2.º en el Campeonato de Austria Contrarreloj

2021
- 3.º en el Campeonato de Austria en Ruta

2022
- 2.º en el Campeonato de Austria en Ruta

2023
- Campeonato de Austria Contrarreloj
- 2.º en el Campeonato de Austria en Ruta

2024
- 2.º en el Campeonato de Austria Contrarreloj

2025
- 2.º en el Campeonato de Austria Contrarreloj

## Resultados en Grandes Vueltas y Campeonatos del Mundo
| Carrera              | Carrera              | 2016 | 2017 | 2018 | 2019 | 2020 | 2021  | 2022  | 2023 | 2024 | 2025 |
| -------------------- | -------------------- | ---- | ---- | ---- | ---- | ---- | ----- | ----- | ---- | ---- | ---- |
|                      | Giro de Italia       | —    | —    | —    | —    | Ab.  | —     | 108.º | —    | 86.º | —    |
|                      | Tour de Francia      | —    | —    | —    | —    | —    | —     | —     | —    | —    | —    |
|                      | Vuelta a España      | —    | —    | —    | —    | —    | 112.º | —     | —    | Ab.  | —    |
| Mundial en Ruta      | Mundial en Ruta      | —    | —    | —    | —    | —    | 38.º  | —     | 22.º | —    | —    |
| Mundial Contrarreloj | Mundial Contrarreloj | —    | —    | —    | —    | —    | —     | ―     | 37.º | —    | —    |

—: no participa

Ab.: abandono